# Polvo gigante

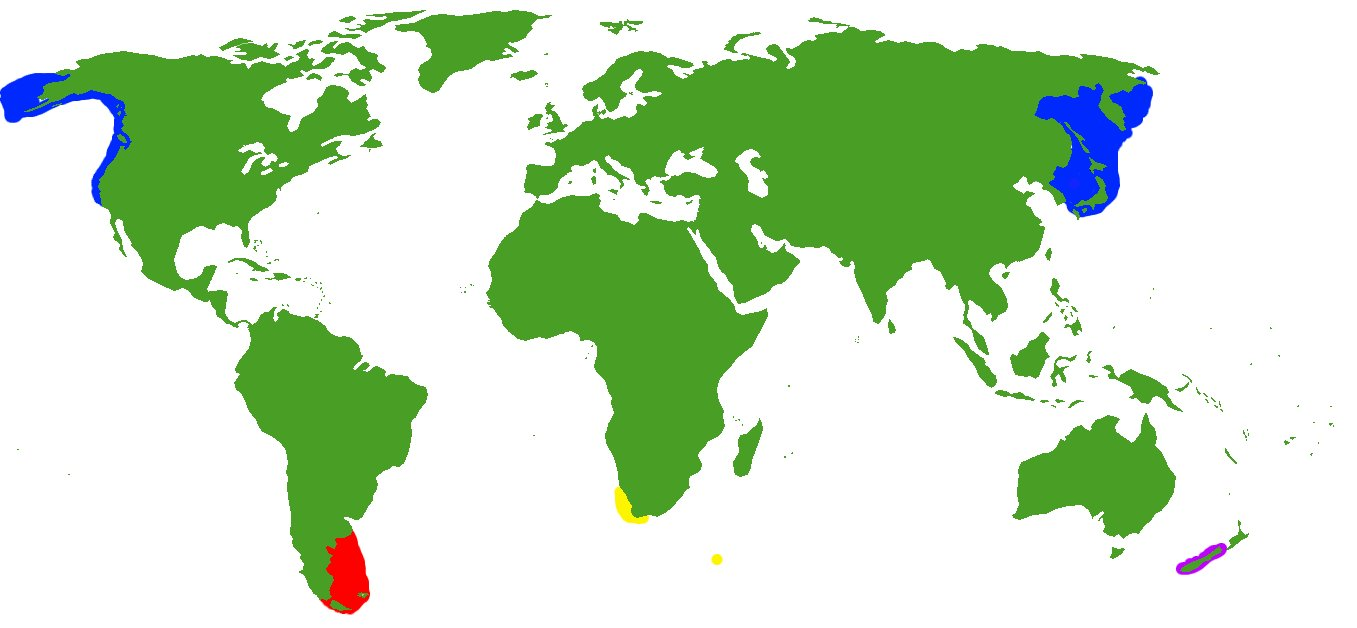
Mapa da faixa de distribuição mundial dos polvos do gênero Enteroctopus.
E. dofleini em azul, E. megalocyathus em vermelho, E. magnificus em amarelo e E. zealandicus em roxo.

Enteroctopus é um gênero de cefalópodes,  cujos membros são conhecidos como polvos gigantes.

## Descrição
Membros do gênero Enteroctopus se caracterizam por seu grande tamanho e são conhecidos como os polvos gigantes. As espécies do gênero Enteroctopus têm rugas longitudinais distintas ou dobras  no dorso e lateralmente no corpo. A cabeça é nitidamente mais estreita do que a largura do manto. O hectocótilo (tentáculo modificado pra a reprodução) dos machos neste gênero, encontrado no terceiro braço direito, é longo e estreito, em comparação com outros gêneros da família Octopodidae, frequentemente compreendendo com um quinto do comprimento do braço. Polvos neste gênero têm grandes bicos em forma de pá em vez de bicos mais cônicos em outros gêneros de polvo.

## Espécies-tipo
Enteroctopus membranaceus tem sido muitas vezes considerado como a espécie-tipo do gênero, não porque ele foi designado como tal por Rochebrune e Mabille quando erigiu o gênero, mas porque foi a primeira espécie nomeada do gênero Enteroctopus. Robson em sua monografia de 1929 considerou E. membranaceus como um nome duvidoso a espécie porque a descrição original é insuficiente para identifica-la uma espécie individual. O holótipo foi um espécime imaturo, e o espécime já não existe mais. Como tal, o gênero foi considerado inválido até Hochberg ressuscita-lo em 1998. Hochberg observou que Robson tinha considerado E. Membranaceus um sinônimo júnior de E. megalocyathus , a segunda espécie atribuída ao gênero por Rochebrune e Mabille na sua descrição 1889. Além disso, desde Rochebrune e Mabille não chegou a atribuir o status de espécie-tipo a E. membranaceus, Hochberg concluiu que Enteroctopus era de fato um gênero válido e o status de espécie-tipo  foi transferido para Enteroctopus megalocyathus por monótipos virtuais.

## Distribuição Geográfica
As espécies do gênero Enteroctopus são restritas às áreas temperadas dos hemisférios Norte e Sul. E. dofleini é o único membro do gênero encontrado no Hemisfério Norte e também o mais amplamente distribuído, ocorrendo a partir de San Diego, Califórnia  e ao longo da borda norte do Pacífico ao Japão, incluindo a Okhotsk e mares de Bering. As outras três espécies são encontradas no Hemisfério Sul; E. megalocyathus ocorre na costa sudeste da América do Sul, E. magnificus na costa sudoeste da África a partir de Namíbia para Port Elizabeth , África do Sul e E. zealandicus em mares temperados da Nova Zelândia.

## Tamanho
O membro deste gênero que melhor encarna o nome "polvo gigante" é o Enteroctopus dofleini, que detém o recorde de ser o maior polvo do mundo com base em medições diretas de um indivíduo de 71 kg , pesado vivo. Este polvo tinha um comprimento total de perto dos 3,3 m . Os restantes membros do gênero são substancialmente menores, com  Enteroctopus megalocyathus pesando cerca de 4 kg, atingindo um comprimento total de 1 m e Enteroctopus magnificus que atinge um comprimento total de cerca de 1,5 m.

## Espécies
Gênero Enteroctopus:
- Enteroctopus dofleini, Polvo-gigante-do-Pacífico
- Enteroctopus magnificus, Polvo-gigante-africano
- Enteroctopus megalocyathus, Polvo-gigante-do-sul
- Enteroctopus zealandicus